# Denemarken op het Europees kampioenschap voetbal 2012
Denemarken was een van de deelnemende landen aan het Europees kampioenschap voetbal 2012 in Polen en Oekraïne. Het was de achtste deelname voor het land. Denemarken kwalificeerde zich niet voor het het vorige EK in Zwitserland en Oostenrijk (in 2008). In Groep F werd het verslagen door Spanje en Zweden. De bondscoach is Morten Olsen (sinds 2000). Op 6 juni 2012 stond Denemarken op de 9e plaats op de FIFA-wereldranglijst, achter Kroatië.

## Kwalificatie
Denemarken was een van de 51 leden van de UEFA die zich inschreef voor de kwalificatie voor het EK 2012. Twee van die leden, Polen en Oekraïne, waren als organiserende landen al geplaatst. Denemarken werd als land uit pot 2 ingedeeld in groep H, samen met Portugal (groepshoofd), Noorwegen (uit pot 3), IJsland (uit pot 4) en Cyprus (uit pot 5). De nummers 1 en 2 uit elke poule kwalificeerde zich direct voor het Europees kampioenschap.
Denemarken speelde acht kwalificatiewedstrijden, tegen elke tegenstander twee. In deze reeks scoorde het elftal 15 doelpunten en kreeg 7 tegendoelpunten. Het verloor enkel de eerste wedstrijd tegen Portugal; de tweede won het.

### Kwalificatieduels
| 7 september 2010 | Denemarken | 1 – 0 | IJsland    |
| 8 oktober 2010   | Portugal   | 3 – 1 | Denemarken |
| 12 oktober 2010  | Denemarken | 2 – 0 | Cyprus     |
| 26 maart 2011    | Noorwegen  | 0 – 3 | Denemarken |
| 26 maart 2011    | Cyprus     | 1 – 4 | Denemarken |
| 4 juni 2011      | IJsland    | 0 – 2 | Denemarken |
| 6 september 2011 | Denemarken | 2 – 0 | Noorwegen  |
| 11 oktober 2011  | Denemarken | 2 – 1 | Portugal   |

### Eindstand groep H
| Land       | Wed | Win | Gel | Ver | DV | DT | +/- | Pnt |
| ---------- | --- | --- | --- | --- | -- | -- | --- | --- |
| Denemarken | 8   | 6   | 1   | 1   | 15 | 6  | +9  | 19  |
| Portugal   | 8   | 5   | 1   | 2   | 21 | 12 | +9  | 16  |
| Noorwegen  | 8   | 5   | 1   | 2   | 10 | 7  | +3  | 16  |
| IJsland    | 8   | 1   | 1   | 6   | 6  | 14 | -8  | 4   |
| Cyprus     | 8   | 0   | 2   | 6   | 7  | 20 | -13 | 2   |

## Wedstrijden op het Europees kampioenschap
Denemarken werd bij de loting op 2 december 2011 ingedeeld in Groep B. Aan deze groep werden tevens Nederland, Portugal en Duitsland toegevoegd. De groep wordt door deze sterke loting de "Groep des Doods" genoemd. Bondscoach Morten Olsen vond de loting ongunstig en de poule zwaar, net als bondscoach van Nederland Bert van Marwijk, van Duitsland, Joachim Löw en van Portugal, Paulo Bento.
De Denen werden in de groepsfase uitgeschakeld na verloren te hebben van zowel Duitsland als Portugal.

### Groep B
| Land       | Wed | Win | Gel | Ver | DV | DT | +/- | Pnt |
| ---------- | --- | --- | --- | --- | -- | -- | --- | --- |
| Duitsland  | 3   | 3   | 0   | 0   | 5  | 2  | +3  | 9   |
| Portugal   | 3   | 2   | 0   | 1   | 5  | 4  | +1  | 6   |
| Denemarken | 3   | 1   | 0   | 2   | 4  | 5  | -1  | 3   |
| Nederland  | 3   | 0   | 0   | 3   | 2  | 5  | -3  | 0   |

|                        |           |                 |            |                                                        |
| 9 juni 2012 19.00 OEZT | Nederland | 0 – 1           | Denemarken | Metaliststadion, Charkov Scheidsrechter: Damir Skomina |
| 9 juni 2012 19.00 OEZT |           | 24' Krohn-Dehli |            | Metaliststadion, Charkov Scheidsrechter: Damir Skomina |

|                         |                   |       |                                 |                                                |
| 13 juni 2012 19.00 OEZT | Denemarken        | 2 – 3 | Portugal                        | Arena Lviv, Lviv Scheidsrechter: Craig Thomson |
| 13 juni 2012 19.00 OEZT | Bendtner 41', 80' |       | 24' Pepe 36' Postiga 87' Varela | Arena Lviv, Lviv Scheidsrechter: Craig Thomson |

|                         |                 |       |                         |                                                 |
| 17 juni 2012 21.45 OEZT | Denemarken      | 1 – 2 | Duitsland               | Arena Lviv, Lviv Scheidsrechter: Carlos Velasco |
| 17 juni 2012 21.45 OEZT | Krohn-Dehli 24' |       | 19' Podolski 80' Bender | Arena Lviv, Lviv Scheidsrechter: Carlos Velasco |

## Selectie
Bondscoach Morten Olsen maakte op 16 mei een selectie bekend van 20 voetballers. Op 19 mei maakte Olsen bekend dat ook de keeper van Manchester United, Anders Lindegaard, bij de selectie zou gaan horen. Hij maakte op 23 mei de laatste twee geselecteerden bekend: verdediger Jores Okore van FC Nordsjælland en de spits van FC Groningen, Nicklas Pedersen. Op 29 mei kreeg Thomas Sørensen een rugblessure. Hij werd vervangen door Kasper Schmeichel.
FC Groningen-speler Nicklas Pedersen was de vierde speler die in de Nederlandse Eredivisie voetbalt, die namens Denemarken naar het EK ging. Eerder werden Simon Poulsen (AZ), Lasse Schöne (NEC) en Christian Eriksen (Ajax) al opgeroepen. De Deense selectie was sowieso 'Nederlands' getint, aangezien er daarnaast nog vijf spelers voorheen in de Eredivsie actief waren (Michael Silberbauer, Niki Zimling, Jakob Poulsen, Dennis Rommedahl en Michael Krohn-Dehli) en één voetballer die in het seizoen 2012/13 bij FC Twente zijn entree maakte in de hoogste Nederlandse klasse: Andreas Bjelland. Ook bondscoach Morten Olsen werkte in het verleden in Nederland.
De spelers van het Deense nationale elftal mochten tijdens het EK in Polen en Oekraïne niet twitteren. Volgens de Deense voetbalbond was er tijdens het kampioenschap al genoeg communicatie. "Daarom beperken we die tot ontmoetingen met de media", aldus een woordvoerder op 24 april tegen het Deense station TV2.
| No. | Naam                | Club                     | Positie      | W |   |   | D | A |   |   |   |
| --- | ------------------- | ------------------------ | ------------ | - | - | - | - | - | - | - | - |
| 1   | Stephan Andersen    | Évian Thonon Gaillard FC | Doelman      | 3 | 0 | 0 | 0 | 0 | 0 | 0 | 0 |
| 16  | Anders Lindegaard   | Manchester United FC     | Doelman      | 0 | 0 | 0 | 0 | 0 | 0 | 0 | 0 |
| 22  | Kasper Schmeichel   | Leicester City FC        | Doelman      | 0 | 0 | 0 | 0 | 0 | 0 | 0 | 0 |
| 2   | Christian Poulsen   | Évian Thonon Gaillard FC | Middenvelder | 1 | 1 | 0 | 0 | 0 | 0 | 0 | 0 |
| 3   | Simon Kjær          | AS Roma                  | Verdediger   | 3 | 0 | 0 | 0 | 0 | 0 | 0 | 0 |
| 4   | Daniel Agger        | Liverpool FC             | Verdediger   | 3 | 0 | 0 | 0 | 0 | 0 | 0 | 0 |
| 5   | Simon Poulsen       | AZ Alkmaar               | Verdediger   | 3 | 0 | 0 | 0 | 0 | 1 | 0 | 0 |
| 6   | Lars Jacobsen       | FC Kopenhagen            | Verdediger   | 3 | 0 | 0 | 0 | 1 | 1 | 0 | 0 |
| 7   | William Kvist       | 1. FC Nürnberg           | Middenvelder | 3 | 0 | 0 | 0 | 0 | 1 | 0 | 0 |
| 8   | Christian Eriksen   | AFC Ajax                 | Middenvelder | 3 | 0 | 1 | 0 | 0 | 0 | 0 | 0 |
| 9   | Michael Krohn-Dehli | Brøndby IF               | Aanvaller    | 3 | 0 | 1 | 2 | 1 | 0 | 0 | 0 |
| 10  | Dennis Rommedahl    | Brøndby IF               | Aanvaller    | 2 | 0 | 2 | 0 | 0 | 0 | 0 | 0 |
| 11  | Nicklas Bendtner    | Sunderland AFC           | Aanvaller    | 3 | 0 | 0 | 2 | 1 | 0 | 0 | 0 |
| 12  | Andreas Bjelland    | FC Nordsjælland          | Verdediger   | 0 | 0 | 0 | 0 | 0 | 0 | 0 | 0 |
| 13  | Jores Okore         | FC Nordsjælland          | Verdediger   | 0 | 0 | 0 | 0 | 0 | 0 | 0 | 0 |
| 14  | Lasse Schøne        | N.E.C.                   | Middenvelder | 2 | 2 | 0 | 0 | 0 | 0 | 0 | 0 |
| 15  | Michael Silberbauer | BSC Young Boys           | Middenvelder | 0 | 0 | 0 | 0 | 0 | 0 | 0 | 0 |
| 17  | Nicklas Pedersen    | FC Groningen             | Aanvaller    | 0 | 0 | 0 | 0 | 0 | 0 | 0 | 0 |
| 18  | Daniel Wass         | Évian Thonon Gaillard FC | Verdediger   | 0 | 0 | 0 | 0 | 0 | 0 | 0 | 0 |
| 19  | Jakob Poulsen       | FC Midtjylland           | Middenvelder | 2 | 1 | 1 | 0 | 0 | 1 | 0 | 0 |
| 20  | Thomas Kahlenberg   | Évian Thonon Gaillard FC | Middenvelder | 0 | 0 | 0 | 0 | 0 | 0 | 0 | 0 |
| 21  | Niki Zimling        | Club Brugge              | Middenvelder | 3 | 0 | 2 | 0 | 0 | 0 | 0 | 0 |
| 23  | Tobias Mikkelsen    | FC Nordsjælland          | Aanvaller    | 3 | 3 | 0 | 0 | 0 | 0 | 0 | 0 |

| W | Wedstrijden        |
|   | Invalbeurten       |
|   | Gewisseld          |
| D | Doelpunten         |
| A | Assists/Voorzetten |
|   | Gele kaarten       |
|   | 2 x geel = rood    |
|   | Rode kaarten       |

Groep A:  Polen ·  Griekenland ·  Rusland ·  Tsjechië
Groep B:  Nederland ·  Duitsland ·  Portugal ·  Denemarken
Groep C:  Spanje ·  Italië ·  Kroatië ·  Ierland
Groep D:  Oekraïne ·  Zweden ·  Frankrijk ·  Engeland
DBU · A-internationals · Selecties · Bondscoaches · Deens vrouwenelftal · Olympisch elftal · Denemarken U21 · Denemarken U20 · Denemarken U19 · Denemarken U18 · Denemarken U17 · Denemarken U16 · Vrouwen U17
1908 – 1919 ·
1920 – 1929 ·
1930 – 1939 ·
1940 – 1949 ·
1950 – 1959 ·
1960 – 1969 ·
1970 – 1979 ·
1980 – 1989 ·
1990 – 1999 ·
2000 – 2009 ·
2010 – 2019 ·
2020 − 2029
EK's: 1964 · 
1984 · 
1988 · 
1992 · 
1996 · 
2000 · 
2004 · 
2012 · 
2020 · 
2024
WK's: 1986 · 
1998 · 
2002 · 
2010 · 
2018 · 
2022
OS: 1908 · 
1912 · 
1920 · 
1948 · 
1952 · 
1960 · 
1972 · 
1992 · 
2016
1908 · 
1909 · 
1910 · 
1911 · 
1912 · 
1913 · 
1914 · 
1915 · 
1916 · 
1917 · 
1918 · 
1919 · 
1920 · 
1921 · 
1922 · 
1923 · 
1924 · 
1925 · 
1926 · 
1927 · 
1928 · 
1929 · 
1930 · 
1931 · 
1932 · 
1933 · 
1934 · 
1935 · 
1936 · 
1937 · 
1938 · 
1939 · 
1940 · 
1941 · 
1942 · 
1943 · 
1944 · 
1946 · 
1947 · 
1948 · 
1949 · 
1950 · 
1952 · 
1952 · 
1953 · 
1954 · 
1955 · 
1956 · 
1957 · 
1958 · 
1959 · 
1960 · 
1961 · 
1962 · 
1963 · 
1964 · 
1965 · 
1966 · 
1967 · 
1968 · 
1969 · 
1970 · 
1971 · 
1972 · 
1973 · 
1974 · 
1975 · 
1976 · 
1977 · 
1978 · 
1979 · 
1980 · 
1981 · 
1982 · 
1983 · 
1984 · 
1985 · 
1986 · 
1987 · 
1988 · 
1989 · 
1990 ·
1991 · 
1992 · 
1993 · 
1994 · 
1995 · 
1996 · 
1997 · 
1998 · 
1999 · 
2000 · 
2001 · 
2002 · 
2003 · 
2004 · 
2005 · 
2006 · 
2007 · 
2008 · 
2009 · 
2010 · 
2011 · 
2012 · 
2013 · 
2014 · 
2015 · 
2016 · 
2017 · 
2018 ·
2019 ·
2020 ·
2021 ·
2022 ·
2023
Albanië ·
Algerije ·
Argentinië ·
Armenië ·
Australië ·
België ·
Bermuda ·
Bosnië en Herzegovina · 
Brazilië ·
Bulgarije ·
Canada ·
Chili ·
Cyprus ·
DDR ·
Duitsland ·
Ecuador ·
Egypte ·
Engeland ·
Estland ·
Faeröer · 
Finland · 
Frankrijk ·
Gambia ·
Georgië ·
Ghana ·
Gibraltar ·
GOS ·
Griekenland ·
Honduras ·
Hongarije ·
Hongkong ·
Ierland ·
IJsland ·
Indonesië ·
Iran ·
Israël ·
Italië ·
Japan ·
Joegoslavië ·
Kameroen ·
Kazachstan ·
Kosovo · 
Kroatië · 
Letland ·
Liechtenstein ·
Litouwen ·
Luxemburg ·
Malta ·
Marokko ·
Mexico ·
Moldavië · 
Montenegro · 
Nederland ·
Nederlandse Antillen ·
Nigeria ·
Noord-Ierland ·
Noord-Macedonië ·
Noorwegen ·
Oekraïne ·
Oostenrijk ·
Panama ·
Paraguay ·
Peru ·
Polen ·
Portugal ·
Roemenië ·
Rusland ·
San Marino ·
Saoedi-Arabië ·
Schotland ·
Senegal ·
Servië ·
Singapore ·
Slovenië ·
Slowakije ·
Sovjet-Unie ·
Spanje ·
Suriname ·
Thailand ·
Togo · 
Tsjechië ·
Tsjecho-Slowakije ·
Tunesië · 
Turkije · 
Uruguay ·
Verenigde Arabische Emiraten ·
Verenigde Staten ·
Wales ·
Wit-Rusland ·
Zuid-Afrika ·
Zuid-Korea ·
Zweden ·
Zwitserland
Argentinië (1995) · 
Australië (2018) ·
Australië (2022) · 
België (2021) · 
Duitsland (1992) · 
Duitsland (2012) · 
Engeland (2021) · 
Finland (2021) · 
Frankrijk (2002) · 
Frankrijk (2018) · 
Japan (2010) · 
Kameroen (2010) · 
Kroatië (2018) · 
Nederland (2010) · 
Nederland (2012) · 
Peru (2018) · 
Portugal (2012) · 
Rusland (2021) · 
Senegal (2002) · 
Tsjechië (2021) · 
Uruguay (2002) · 
Wales (2021)